# Kaplica Matki Bożej Łaskawej w Qrendi
Kaplica Matki Bożej Łaskawej (malt. Il-knisja tal-Madonna tal-Grazzja, ang. Chapel of Our Lady of Graces), znana lokalnie jako Tal-Grazzja – rzymskokatolicka kaplica na obrzeżach wioski Qrendi na Malcie.

Kaplica położona jest w pobliżu kościoła św. Mateusza i zawaliska krasowego Maqluba. 

## Historia
Nie ma wzmianki o tym kościele podczas wizyty w parafii biskupa Balaguera w 1656. Kaplica została zbudowana około 1658 i otrzymała wezwanie Narodzenia Matki Bożej, co wiadomo z wizyty biskupa Moliny w latach 1678–1680. W raporcie z tej wizyty jest wzmianka o niejakim Angelusie Spiteri jako jej fundatorze. Poprosił on biskupa o możliwość odprawiania w tej kaplicy nieszporów i mszy świętej w święto tytularne, a także w święta św. Szymona i św. Judy, oraz św. Juliana. Te święta są nadal wspominane podczas kolejnych wizyt duszpasterskich. Fundator poprosił również o odprawianie mszy świętej w każdą środę. W 1781 przeniesiono święto patronalne na niedzielę po 8 września, zmieniając jednocześnie wezwanie na Matki Bożej Łaskawej.

Kaplica niewiele się zmieniła od tamtego czasu, pozostała prawie taka sama, jak w momencie jej budowy. Opis podany przez biskupa Davide Cocco Palmieri w jego relacji z wizyty w latach 1685–1687 ukazuje kaplicę, którą widzimy dzisiaj. Podczas kolejnej wizyty w 1709 Cocco Palmieri zalecił naprawę dachu i wybielenie świątyni. To pokazuje, że kaplica mogła być trochę zaniedbana i doznała pewnych zniszczeń.

## Architektura

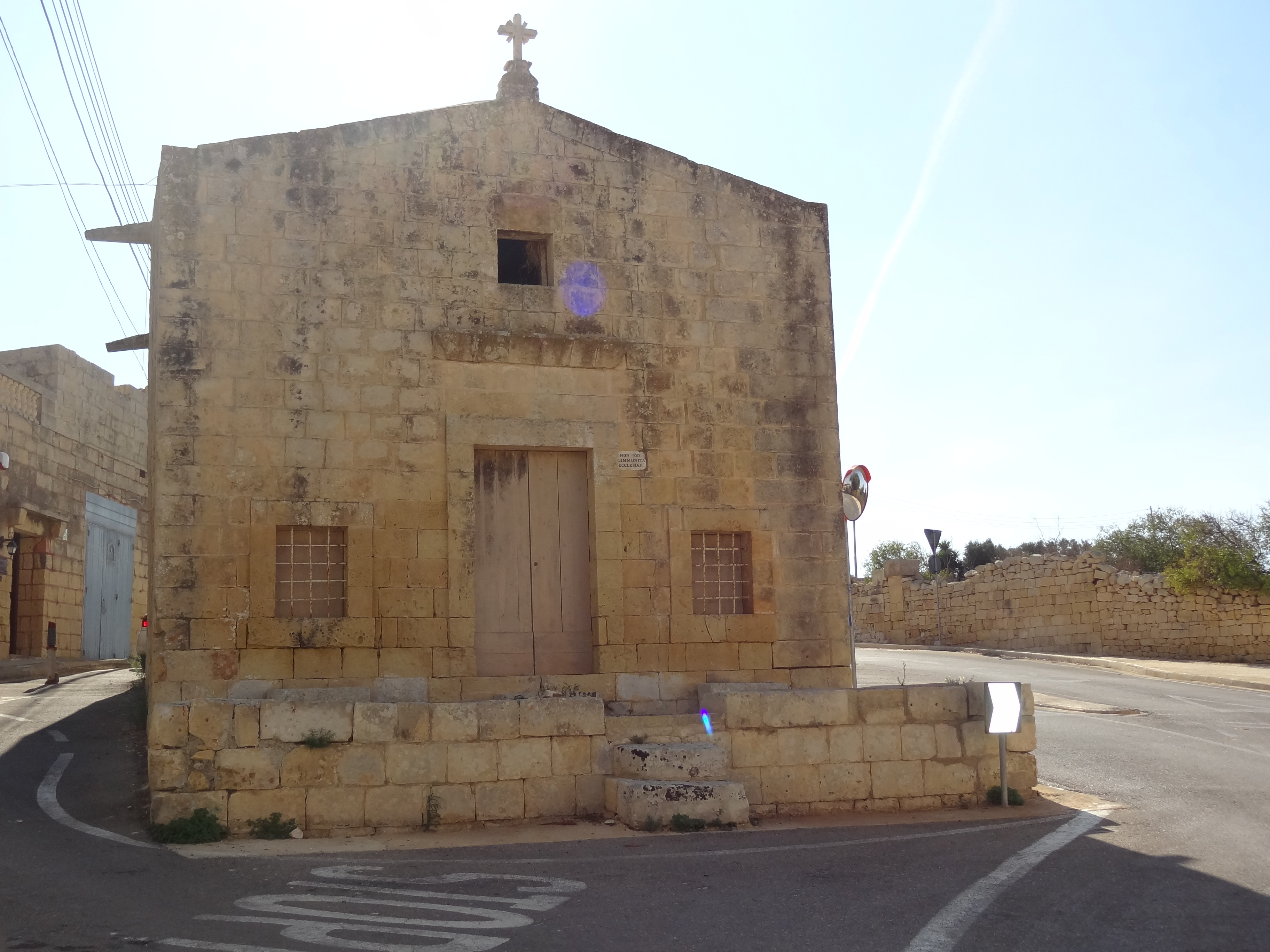
Fasada kaplicy (2017)

### Wygląd zewnętrzny
Kaplica ma cechy typowej wiejskiej świątyni tamtych czasów. Z racji wznoszącego się terenu, na mały placyk przed budynkiem wchodzi się po trzech schodach. Pośrodku fasady znajdują się prostokątne drzwi, otoczone prostą gładką kamienną ramą. Przed nimi kolejne dwa stopnie. Po każdej stronie drzwi jest kwadratowe okno zaryglowane żelaznymi prętami. Przed każdym oknem znajduje się kamienny „klęcznik”; okna umożliwiały adorację Najświętszego Sakramentu przez wiernych w czasie, gdy kaplica była zamknięta. Okna te są również otoczone prostą kamienną ramą. Nad drzwiami prymitywny kamienny parapet. Ponad nim jest małe kwadratowe okienko, które służy do doświetlenia wnętrza. Dach lekko dwuspadowy, a na jego wierzchołku z przodu znajduje się mały kamienny krzyż, który jest jedyną ozdobą tej kaplicy. Nad ścianami bocznymi po każdej stronie wychodzą dwie proste kamienne rynny, które służą do odprowadzania wody deszczowej z dachu.

### Wnętrze
Wnętrze kaplicy nie jest duże, ma kształt prostokąta o wymiarach około 7 m długości i 5 m szerokości. Sklepienie kolebkowe oddziela od ścian bocznych prosty gzyms. W kaplicy jest jeden ołtarz, podniesiony z prezbiterium o dwa stopnie. Na stipes ołtarza medalion z krzyżem greckim. Przy bocznych ścianach stipes ozdoba z elementami woluty. Na mensie ołtarzowej predella z tabernakulum. W ścianie na prawo od ołtarza niewielka wnęka, być może pierwotne tabernakulum. Na tylnej ścianie, po obu stronach drzwi proste kropielnice. Oprócz stipes i bocznych ozdób, w kaplicy nie zachowały się żadne inne oryginalne dzieła sztuki. Jednak w 1967 prof. Mario Buhagiar z Uniwersytetu Maltańskiego wykonał czarno-białe zdjęcie byłego obrazu patronalnego kaplicy. Zdjęcie znajduje się w zbiorach Heritage Malta. Dziś zamiast niego na predelli znajduje się obraz Matki Bożej z Dzieciątkiem, z pasterskim krajobrazem w tle; nie ma on nic wspólnego z tą kaplicą.

Wygląda na to, że wyżej wspomniany obraz patronalny był jedynym dziełem artystycznym kaplicy, ponieważ żadne inne obrazy nie zostały wspomniane ani opisane w raportach z wizyt duszpasterskich, ani w innych dokumentach historycznych. Było to XVII-wieczne dzieło przedstawiające Matkę Bożą z Dzieciątkiem, św. Juliana Wyznawcę i św. Szymona Apostoła. Obraz ten został opisany przez biskupa Cocco Palmieriego podczas jego wizyty w 1656. Artystycznie obraz ten nie przedstawiał wielkiej wartości, a artysta wykonał go techniką typową dla XVII wieku, ukazując osoby w układzie piramidy, z Madonną na górze i dwóch świętych na dole, po jednym z każdej strony. Wydaje się, że kiedyś był tu też krucyfiks z papier mâché, wspomniany przez biskupa Molinę w 1679.

## Kaplica dzisiaj
Chociaż kaplica została odrestaurowana w latach 2006–2007, jest obecnie opuszczona i wymaga naprawy. Zarówno dach, jak i podłoga są w bardzo złym stanie. Woda wpływa do środka prawdopodobnie przez nieszczelny dach, na którym zaczęły rosnąć rośliny. Na sklepieniu od wewnątrz wilgoć powoduje rozwój pleśni. Okno nad drzwiami jest otwarte, aby umożliwić cyrkulację powietrza, ale ptaki również dostają się do wnętrza, zwiększając szkody. Dziś budynek służy jako skład mebli, które nie są już potrzebne w kościele parafialnym.
W listopadzie 2020 ogłoszony został przetarg na wykonanie renowacji kaplicy Marki Bożej Łaskawej.

## Święto patronalne
Święto patronalne kaplicy przypada w niedzielę po 8 września.

## Ochrona dziedzictwa kulturowego
Kaplica umieszczona jest na liście National Inventory of the Cultural Property of the Maltese Islands pod nr. 1789.